# Championnat de France féminin de rugby à XV de 1re division fédérale 2022-2023
Navigation
Fédérale 1 féminine 2021-2022 Fédérale 1 féminine 2023-2024
Le championnat de France féminin de rugby à XV de 1re division fédérale 2022-2023 voit s'affronter 32 équipes réparties dans 4 poules de 8.
Les équipes réserves des clubs d'Élite 1 quittent la compétition, sept équipes de Fédérale 2 sont promues à l'intersaison 2022 pour atteindre un effectif de 32 équipes.

## Règlement

### Participants
Le championnat est disputé par 32 équipes qui se dénombrent de la façon suivante :
- 1 équipe reléguée du championnat de France d'Élite 1 (forfait général);
- 1 équipe reléguée du championnat de France d'Élite 2;
- 21 équipes issues du championnat de France de Fédérale 1 lors de la saison précédente;
- 9 équipes promues du championnat de France de Fédérale 2.

### Organisation
Les équipes invitées à participer au championnat sont réparties dans 4 poules de 8 clubs établies selon un critère d'optimisation géographique. La compétition se déroule en matchs « aller-retour » programmés du 1er octobre 2022 au 7 mai 2023.
Les équipes classées aux deux premières places de chaque poule seront qualifiées pour la phase finale de championnat de France. La phase finale débute en quart-de-finale.
Les 4 équipes classées à la dernière place de chaque poule sont reléguées en Fédérale 2 Féminine pour la saison 2023-2024.

## Saison régulière

### Poule 1
| \| Rugby club d'Arras Breizh Barians Évreux Athletic Club \| Localisation des clubs engagés dans la poule (hors Île-de-France). |
| Rugby club d'Arras Breizh Barians Évreux Athletic Club                                                                          |

| \| Racing 92 féminines RC Courbevoie Union des Bords de Marne Stade français SCUF / PORC \| Localisation des clubs franciliens engagés dans la poule. |
| Racing 92 féminines RC Courbevoie Union des Bords de Marne Stade français SCUF / PORC                                                                 |

| Ville(s) | Club                                     | Saison 2021-2022         |
| --- | ---------------------------------------- | ------------------------ |
| Arras | Rugby club d'Arras                       | Fédérale 2               |
| Auray | Breizh Barians Morbihan                  | 6e, poule 4              |
| Colombes | Racing 92 féminines                      | Fédérale 2               |
| Courbevoie | Rugby club de Courbevoie                 | 9e, poule 1              |
| Évreux | Évreux Athletic Club                     | 7e, poule 4              |
| Fontenay-sous-Bois, Le Perreux-sur-Marne, Nogent-sur-Marne, Villiers-sur-Marne, Joinville-le-Pont, Bry-sur-Marne | Union des Bords de Marne                 | 2e, poule 1 et finaliste |
| Paris | Rassemblement SCUF et Paris olympique RC | 7e, poule 1              |
| Paris | Stade français Paris (équipe réserve)    | 4e, poule 1              |

| Rang | Club                           | J  | V  | N | D  | Bo | Bd | Pm  | Pe  | Diff | Pts |
| ---- | ------------------------------ | -- | -- | - | -- | -- | -- | --- | --- | ---- | --- |
| 1    | Union des Bords de Marne       | 14 | 14 | 0 | 0  | 11 | 0  | 601 | 117 | +484 | 67  |
| 2    | Stade français Paris           | 14 | 10 | 0 | 4  | 6  | 1  | 368 | 215 | +153 | 47  |
| 3    | Racing 92 féminines (P)        | 14 | 9  | 0 | 5  | 6  | 2  | 349 | 166 | +183 | 44  |
| 4    | RC Courbevoie                  | 14 | 6  | 0 | 8  | 3  | 2  | 236 | 323 | -87  | 29  |
| 5    | Breizh Barians Morbihan        | 14 | 6  | 0 | 8  | 3  | 1  | 253 | 329 | -76  | 28  |
| 6    | Évreux Athletic Club           | 14 | 5  | 0 | 9  | 4  | 2  | 275 | 291 | -16  | 26  |
| 7    | Ras SCUF et Paris olympique RC | 14 | 5  | 0 | 9  | 0  | 1  | 136 | 306 | -170 | 21  |
| 8    | RC Arras (P)                   | 14 | 1  | 0 | 13 | 0  | 1  | 108 | 579 | -471 | 5   |

|  | Qualifiés pour les quarts de finale |
|  | Relégué en Fédérale 2 2023-2024     |
|  | R : relégué 2022 • P : promu 2022   |

### Poule 2
| \| Besançon Dole Auxonne XV Violettes bressanes EMS Bron / REEL XV Pays de Savoie Liger Hyènes Gien Grenoble UC CR Illkirch-Graffenstaden Nancy Seichamps Rugby \| Localisation des clubs engagés dans la poule. |
| Besançon Dole Auxonne XV Violettes bressanes EMS Bron / REEL XV Pays de Savoie Liger Hyènes Gien Grenoble UC CR Illkirch-Graffenstaden Nancy Seichamps Rugby                                                     |

| Ville(s)                       | Club                                                       | Saison 2021-2022 |
| ------------------------------ | ---------------------------------------------------------- | ---------------- |
| Besançon, Dole et Auxonne      | Besançon Dole Auxonne XV                                   | 5e, poule 1      |
| Bourg-en-Bresse                | Violettes bressanes                                        | 8e, poule 2      |
| Bron                           | Rassemblement EMS Bron XV et Rugby Entente Est Lyonnais XV | Fédérale 2       |
| Chambéry, Ugine et Albertville | Pays de Savoie                                             | 7e, poule 2      |
| Gien                           | Rassemblement Liger Hyènes RC Gien Briare                  | 8e, poule 4      |
| Grenoble                       | Grenoble Université Club                                   | 5e, poule 2      |
| Illkirch-Graffenstaden         | CR Illkirch Graffenstaden                                  | 6e, poule 1      |
| Nancy et Seichamps             | Nancy Seichamps rugby                                      | 8e, poule 1      |

| Rang | Club                        | J  | V  | N | D  | Bo | Bd | Pm  | Pe  | Diff | Pts |
| ---- | --------------------------- | -- | -- | - | -- | -- | -- | --- | --- | ---- | --- |
| 1    | Besançon Dole Auxonne XV    | 14 | 13 | 1 | 0  | 9  | 0  | 421 | 101 | +320 | 63  |
| 2    | Nancy Seichamps rugby       | 14 | 12 | 1 | 1  | 7  | 1  | 385 | 130 | +255 | 58  |
| 3    | Grenoble Université Club    | 14 | 7  | 1 | 6  | 6  | 2  | 286 | 222 | +64  | 38  |
| 4    | Ras EMS Bron et REEL XV (P) | 14 | 7  | 0 | 7  | 4  | 1  | 262 | 258 | +4   | 33  |
| 5    | Violettes Bressanes         | 14 | 6  | 0 | 8  | 4  | 2  | 297 | 368 | -71  | 30  |
| 6    | Pays de Savoie              | 14 | 5  | 1 | 8  | 3  | 1  | 221 | 297 | -76  | 26  |
| 7    | CR Illkirch Graffenstaden   | 14 | 4  | 0 | 10 | 2  | 2  | 150 | 296 | -146 | 20  |
| 8    | Ras Liger Hyènes Gien       | 14 | 0  | 0 | 14 | 0  | 0  | 0   | 350 | -350 | 0   |

|  | Qualifiés pour les quarts de finale |
|  | Relégué en Fédérale 2 2023-2024     |
|  | R : relégué 2022 • P : promu 2022   |

### Poule 3
| \| AS Béziers Les Ponettes UA Gaillac AS Grane SO Millau RC Nîmes Toulouse Cheminots Marengo \| Localisation des clubs engagés dans la poule. |
| AS Béziers Les Ponettes UA Gaillac AS Grane SO Millau RC Nîmes Toulouse Cheminots Marengo                                                     |

| Ville(s) | Club                              | Saison 2021-2022              |
| -------- | --------------------------------- | ----------------------------- |
| Béziers  | AS Béziers Hérault                | 4e, poule 2                   |
| Corse    | Squadra Corsa Femina Les Ponettes | Fédérale 2                    |
| Gaillac  | Union athlétique gaillacoise      | 4e, poule 4 et demi-finaliste |
| Grane    | AS Grane                          | Fédérale 2                    |
| Millau   | SO Millau                         | Fédérale 2                    |
| Nîmes    | Rugby club nîmois                 | 6e, poule 2                   |
| Toulouse | Toulouse Cheminots Marengo Sports | 8e, poule 3                   |

La poule 3 comprenait initialement le RC Toulonnais, mais cette équipe a rejoint La Valette, Hyères-Carqueiranne et La Seyne, club en Élite 2, pour former le Rugby Toulon Provence Méditerranée, laissant ce groupe avec une équipe de moins.
La Squadra Corsa Femina Les Ponettes est déclarée forfait lors de la dernière journée de la phase de poule.  En conséquence, le règlement prévoit sa non-participation à la phases finale du championnat, et son remplacement par l'équipe classée juste après : l'AS Grane.
| Rang | Club                                  | J  | V | N | D  | Bo | Bd | Pm  | Pe  | Diff | Pts |
| ---- | ------------------------------------- | -- | - | - | -- | -- | -- | --- | --- | ---- | --- |
| 1    | SO Millau (P)                         | 12 | 9 | 1 | 2  | 8  | 2  | 324 | 79  | +245 | 48  |
| 2    | Squadra Corsa Femina Les Ponettes (P) | 12 | 9 | 0 | 3  | 6  | 0  | 274 | 146 | +128 | 42  |
| 3    | AS Grane (P)                          | 12 | 9 | 1 | 2  | 3  | 0  | 164 | 146 | +18  | 41  |
| 4    | UA Gaillac                            | 12 | 6 | 2 | 4  | 4  | 1  | 227 | 181 | +46  | 33  |
| 5    | Toulouse Cheminots Marengo Sports     | 12 | 3 | 1 | 8  | 2  | 4  | 157 | 185 | -28  | 20  |
| 6    | AS Béziers                            | 12 | 3 | 1 | 8  | 3  | 2  | 138 | 247 | -109 | 19  |
| 7    | RC Nîmes                              | 14 | 0 | 0 | 14 | 0  | 0  | 0   | 350 | -350 | 0   |

|  | Qualifiés pour les quarts de finale |
|  | Relégué en Fédérale 2 2023-2024     |
|  | R : relégué 2022 • P : promu 2022   |

### Poule 4
| \| AS Bayonne CA Brive ES Bruges Blanquefort RAS Colomiers Léguevin Pays Sud Toulousain RAS Piémont Pyrénéen US Nérac Rass. Tarbes Ibos \| Localisation des clubs engagés dans la poule. |
| AS Bayonne CA Brive ES Bruges Blanquefort RAS Colomiers Léguevin Pays Sud Toulousain RAS Piémont Pyrénéen US Nérac Rass. Tarbes Ibos                                                     |

| Ville(s)                          | Club                                | Saison 2021-2022              |
| --------------------------------- | ----------------------------------- | ----------------------------- |
| Bayonne                           | AS Bayonne                          | Élite 1 (forfait général)     |
| Brive-la-Gaillarde                | CA Brive                            | 5e, poule 4                   |
| Bruges et Blanquefort             | Entente sportive Bruges Blanquefort | 10e (Élite 2)                 |
| Colomiers et Léguevin             | Rassemblement Colomiers Léguevin    | Fédérale 2                    |
| Carbonne (Pays du Sud Toulousain) | Pays Sud Toulousain Femina rugby    | 7e, poule 3                   |
| Lannemezan                        | Rassemblement du Piémont Pyrénéen   | Fédérale 2                    |
| Nérac                             | US Nérac                            | Fédérale 2                    |
| Tarbes, Ibos                      | Rassemblement Tarbes Ibos           | 5e, poule 3 et demi-finaliste |

| Rang | Club                             | J  | V  | N | D  | Bo | Bd | Pm  | Pe  | Diff | Pts |
| ---- | -------------------------------- | -- | -- | - | -- | -- | -- | --- | --- | ---- | --- |
| 1    | Ras Tarbes Ibos                  | 14 | 13 | 0 | 1  | 5  | 1  | 398 | 134 | +264 | 58  |
| 2    | CA Brive                         | 14 | 10 | 0 | 4  | 5  | 2  | 370 | 210 | +160 | 47  |
| 3    | Ras du Piémont Pyrénéen (P)      | 14 | 7  | 1 | 6  | 3  | 1  | 218 | 197 | +21  | 34  |
| 4    | Pays Sud Toulousain Femina rugby | 14 | 7  | 1 | 6  | 1  | 2  | 248 | 232 | +16  | 33  |
| 5    | AS Bayonne (R)                   | 14 | 6  | 0 | 8  | 3  | 2  | 262 | 302 | -40  | 29  |
| 6    | Ras Colomiers Léguevin (P)       | 14 | 6  | 0 | 8  | 2  | 2  | 281 | 258 | +23  | 28  |
| 7    | ES Bruges Blanquefort (R)        | 14 | 5  | 0 | 9  | 3  | 4  | 246 | 218 | +28  | 27  |
| 8    | US Nérac (P)                     | 14 | 1  | 0 | 13 | 0  | 0  | 131 | 603 | -472 | 4   |

|  | Qualifiés pour les quarts de finale |
|  | Relégués en Fédérale 2 2023-2024    |
|  | R : relégué 2022 • P : promu 2022   |

## Phases finales

### Championnat de France
|  | Quarts de finale                      | Quarts de finale          |                           |    | Demi-finales | Demi-finales |  |  | Finale                                            | Finale                                            |
|  | Quarts de finale                      | Quarts de finale          |                           |    | Demi-finales | Demi-finales |  |  | Finale                                            | Finale                                            |
|  |                                       |                           |                           |    |              |              |  |  |                                                   |                                                   |
|  | 21 mai 2023                           | 21 mai 2023               |                           |    | 28 mai 2023  | 28 mai 2023  |  |  | 10 juin 2023 au Stade Sainte-Germaine, Le Bouscat | 10 juin 2023 au Stade Sainte-Germaine, Le Bouscat |
|  | 21 mai 2023                           | 21 mai 2023               |                           |    | 28 mai 2023  | 28 mai 2023  |  |  | 10 juin 2023 au Stade Sainte-Germaine, Le Bouscat | 10 juin 2023 au Stade Sainte-Germaine, Le Bouscat |
|  | Union des Bords de Marne              | 30                        |                           |    | 28 mai 2023  | 28 mai 2023  |  |  | 10 juin 2023 au Stade Sainte-Germaine, Le Bouscat | 10 juin 2023 au Stade Sainte-Germaine, Le Bouscat |
|  | Union des Bords de Marne              | 30                        |                           |    | 28 mai 2023  | 28 mai 2023  |  |  | 10 juin 2023 au Stade Sainte-Germaine, Le Bouscat | 10 juin 2023 au Stade Sainte-Germaine, Le Bouscat |
|  | Nancy Seichamps rugby                 | 9                         |                           |    | 28 mai 2023  | 28 mai 2023  |  |  | 10 juin 2023 au Stade Sainte-Germaine, Le Bouscat | 10 juin 2023 au Stade Sainte-Germaine, Le Bouscat |
|  | Nancy Seichamps rugby                 | 9                         | Union des Bords de Marne  | 5  |              |              |  |  | 10 juin 2023 au Stade Sainte-Germaine, Le Bouscat | 10 juin 2023 au Stade Sainte-Germaine, Le Bouscat |
|  | 21 mai 2023                           |                           | Union des Bords de Marne  | 5  |              |              |  |  | 10 juin 2023 au Stade Sainte-Germaine, Le Bouscat | 10 juin 2023 au Stade Sainte-Germaine, Le Bouscat |
|  |                                       | Rassemblement Tarbes Ibos | 20                        |    |              |              |  |  | 10 juin 2023 au Stade Sainte-Germaine, Le Bouscat | 10 juin 2023 au Stade Sainte-Germaine, Le Bouscat |
|  | Rassemblement Tarbes Ibos             | Rassemblement Tarbes Ibos | 20                        | 26 |              |              |  |  | 10 juin 2023 au Stade Sainte-Germaine, Le Bouscat | 10 juin 2023 au Stade Sainte-Germaine, Le Bouscat |
|  | Rassemblement Tarbes Ibos             |                           |                           | 26 |              |              |  |  | 10 juin 2023 au Stade Sainte-Germaine, Le Bouscat | 10 juin 2023 au Stade Sainte-Germaine, Le Bouscat |
|  | AS Grane                              | 0                         |                           |    |              |              |  |  | 10 juin 2023 au Stade Sainte-Germaine, Le Bouscat | 10 juin 2023 au Stade Sainte-Germaine, Le Bouscat |
|  | AS Grane                              | 0                         | Rassemblement Tarbes Ibos | 6  |              |              |  |  |                                                   |                                                   |
|  | 21 mai 2023                           |                           | Rassemblement Tarbes Ibos | 6  |              |              |  |  |                                                   |                                                   |
|  |                                       | CA Brive                  | 18                        |    |              |              |  |  |                                                   |                                                   |
|  | SO Millau                             | CA Brive                  | 18                        | 12 |              |              |  |  |                                                   |                                                   |
|  | SO Millau                             | 28 mai 2023               |                           | 12 |              |              |  |  |                                                   |                                                   |
|  | CA Brive                              | 35                        |                           |    |              |              |  |  |                                                   |                                                   |
|  | CA Brive                              | 35                        | CA Brive                  | 41 |              |              |  |  |                                                   |                                                   |
|  | 21 mai 2023                           |                           | CA Brive                  | 41 |              |              |  |  |                                                   |                                                   |
|  |                                       | Besançon Dole Auxonne XV  | 26                        |    |              |              |  |  |                                                   |                                                   |
|  | Besançon Dole Auxonne XV              | Besançon Dole Auxonne XV  | 26                        | 23 |              |              |  |  |                                                   |                                                   |
|  | Besançon Dole Auxonne XV              |                           |                           | 23 |              |              |  |  |                                                   |                                                   |
|  | Stade français Paris (équipe réserve) | 12                        |                           |    |              |              |  |  |                                                   |                                                   |
|  | Stade français Paris (équipe réserve) | 12                        |                           |    |              |              |  |  |                                                   |                                                   |